# Les Lumières de septembre
Les Lumières de septembre (titre original : Las luces de septiembre) est un roman de fantastique espagnol de Carlos Ruiz Zafón paru en 1995 puis publié en français en 2012 aux éditions Robert Laffont dans une traduction de François Maspero. Il constitue le troisième et dernier tome du cycle de la brume.

## Résumé
La famille Sauvelle, composée de Simone la mère et de ses deux enfants Irène et Dorian, emménage à la Baie bleue, un village côtier français. Simone a trouvé un travail au domicile de Lazarus Jann, un riche fabricant de jouets. Sa grande demeure abrite de nombreux automates qu'il a construits ainsi qu'une chambre dans laquelle se trouve son épouse, atteinte d'une étrange maladie qui l'oblige à garder infiniment le lit. Alors que Dorian s'adonne jours après jours à sa nouvelle passion pour la cartographie et qu'Irène rencontre Ismaël, un jeune adolescent de son âge et pour lequel elle se découvre une certaine attirance, d'étranges évènements se déroulent aux alentours de la maison de Lazarus. La famille Sauvelle va alors devoir affronter un ennemi redoutable...

## Éditions
- Las luces de septiembre, Edebé, 7 décembre 1995, 279 p.  (ISBN 978-84-236-3783-6)
- Les Lumières de septembre, Robert Laffont, 1er mars 2012, trad. François Maspero, 259 p.  (ISBN 978-2-221-12290-7)
- Les Lumières de septembre, Pocket Jeunesse, 1er mars 2012, trad. François Maspero, 261 p.  (ISBN 978-2-266-21305-9)
- Les Lumières de septembre, Pocket no 14697, 2 septembre 2015, trad. François Maspero, 253 p.  (ISBN 978-2-266-21257-1)
- Les Lumières de septembre, Actes Sud, coll. « Babel » no 1752, 5 mai 2021, trad. François Maspero, 288 p.  (ISBN 978-2-330-15000-6)

## Structure
Cette lecture figure de 13 chapitres et une note de l'auteur en présentant l’œuvre. L'histoire incorpore deux lettres, écrites par des personnages différents de l’œuvre, qu'agissent aussi bien que préambule et épilogue. Il est écrit à la troisième personne.